# Haier
Haier (кит. спр. 海尔, піньїнь: Hǎiěr, акад. Хайер) — китайська компанія, що виробляє побутову техніку. Створена в 1984 році. За роки роботи компанія значно розширила асортимент продукції і тепер є найбільшим виробником високотехнологічної техніки, представляючи 96 модельних рядів і 15 000 моделей продукції: LCD-телевізори, плазмові панелі, DVD-плеєри, мобільні телефони, ноутбуки, пральні машини, посудомийні машини, холодильники, мікрохвильові печі, кондиціонери та ін.

## Бренд Haier
Продукція під брендом Haier продається більш ніж у 160 країнах. Входить у список 100 найвпливовіших брендів світу (Haier — єдина китайська компанія, представлена в цьому рейтингу)[неавторитетне джерело].
У 2010 році журнал Business Week поставив компанію на 27-е місце у своєму рейтингу 50-ти провідних інноваційних компаній світу.Шаблон:Facct
Акції Haier розміщені на Шанхайській фондовій біржі.
Haier належить 9738 патентів (з них, наприклад, в 2009 році компанія отримала 943 патенту). Haier бере активну участь у розробці міжнародних стандартів для різних класів техніки — на її рахунку вже 447 міжнародних стандартів якості.
Міжнародна мережа просування продукції компанії Haier включає в себе глобальні підрозділи по проектуванню, виробництву, збуту, продажу та післяпродажного обслуговування. На сьогоднішній день компанія володіє 20 власними проектними інститутами і 10 промисловими комплексами, не тільки в Китаї, але також в Європі і США. Крім того, Haier володіє 29 заводами (в тому числі в Італії), 58 800 торговими представництвами та близько 12 тисяч центрів післяпродажного обслуговування, в яких працюють 50 тис. співробітників по всьому світу.
Техніка Haier представлена в найбільших роздрібних мережах в Європі і мережевих магазинах США.

### Передісторія
Історія Haier починається задовго до утворення самої компанії.
У 1920-х для підтримки внутрішнього китайського ринку був побудований «Завод холодильників Циндао». Після 1949 року з встановленням Китайської Народної Республіки завод був націоналізований і став державним підприємством.

#### Чжан Жуйминь і відновлення корпорації
До 1980 року завод мав борг, що перевищував 1,4 млн юанів, страждав через зруйновану інфраструктури, слабкого управління і відсутності контролю якості. Обсяг виробництва знижувався і рідко перевищував 80 холодильників в місяць. Завод знаходився на грані банкрутства.
У відчаї Уряд Циндао звернувся до молодого асистента — представника міської адміністрації, Чжана Жуйминя, відповідального за ряд міських підприємств з виробництва техніки. У підсумку, Чжан був призначений керуючим директором заводу в 1984 році.
Чжан був пристрасним шанувальником західних і японських бізнес-практик і технік управління. Ставши керуючим, він швидко усвідомив, що слабкий стан контролю якості ставить під загрозу подальшу конкурентоспроможність і виживання заводу. У 1985 році один з покупців повернув зламаний холодильник на завод і пред'явив його Чжану. Тоді Чжан провів покупця по всьому складського запасу з 400 холодильників у пошуках підходящої заміни. У процесі він виявив, що відсоток браку складає 20 %.
Щоб підкреслити важливість якості продукції, Чжан відібрав 76 зламаних холодильників і вишикував їх в ряд на підлозі заводу. Потім він роздав робочим кувалди і наказав розбити холодильники. Робітники не наважувалися на цей крок — вартість холодильника в той час становила близько двох річних зарплат. Побачивши вагання, Чжан заявив: «Знищіть їх! Якщо ми припустимо 76 холодильників до продажу, ми продовжимо помилятися, і це нівечить нашу компанію». Холодильники рознесли на шматки. Один із молотків досі зберігається у голови корпорації.

### Заснування нової компанії
Haier був заснований як «Холодильна компанія Циндао» (Qingdao Refrigerator Co.) 26 грудня 1984 року. З відкриттям Китаю для світового ринку іноземні корпорації стали шукати китайських партнерів. Однією з таких корпорацій була німецька Liebherr Group. Liebherr утворила спільне підприємство з «Холодильної компанією Циндао», запропонувавши для свого китайського партнера технології та обладнання. Холодильники мали випускатися під ім'ям «Циндао-Лібхер» (піньінь: Qingdao-Libohaier).
Установка обладнання Liebherr і введення німецьких технологій супроводжувалися серйозними зобов'язаннями, що стосуються якості. У компанії почалися позитивні зміни. До 1986 році компанія знову стала приносити прибуток, а продажі зростали в середньому на 83 % в рік. З продажу в 3,5 мільйонів китайських юанів в 1984 році піднялися до 40,5 мільйонів в 2000 — зростання за 16 років близько 1157 %.
Дивлячись на успіхи «Холодильної компанії Циндао», міське правління попросило керівництво компанії очолити міських виробників побутової техніки, що перебувають в занедбаному стані. У 1988 компанія взяла під управління Циндаоську гальваностегічну компанію (виробника мікрохвильових печей) і в 1991 році — Циндаоський завод з виробництва кондиціонерів та холодильних установок.

### Експансія на зовнішній ринок
Зайнявши стійкі позиції на внутрішньому ринку, Haier початку етап розширення з метою побудувати світовий бренд. Компанія відкрила виробництво в Індонезії в 1996 році, у Філіппінах і Малайзії в 1997 році.
Також з 1990-х років Haier дуже обережно виходить на ринок США. Компанія фокусується на двох нішевих ринках: компактні холодильники і винні холодильники.
Натхненна успіхом, Haier шукає способи входу на американський ринок повнорозмірних холодильників, де панували General Electric, Whirlpool, Frigidaire і Maytag. Дотримуючись своєї стратегії, у 2000 році Haier розміщує виробництво в Кемдені, Південна Кароліна.
До 2002 року дохід Haier у США досяг $200 мільйонів (при загальному доході корпорації в $7 мільярдів). Haier ставить перед собою амбітні цілі досягти показника в 1 мільярд і отримати частку в 10 % від американського холодильного ринку.

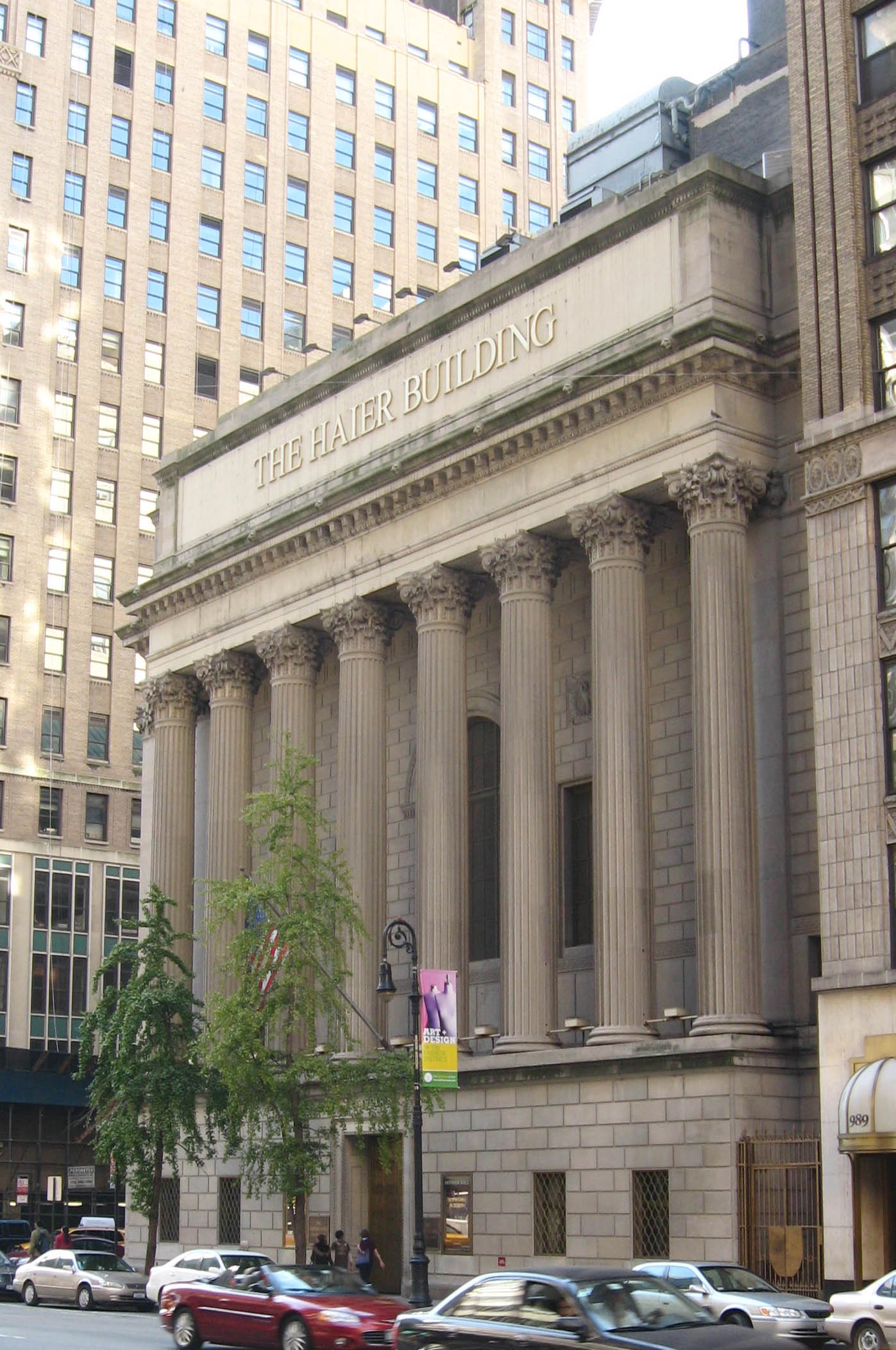
Haier Building на Манхеттені

Також у 2002 році Haier придбав для себе будівлю в центрі Манхеттена. Раніше її займав Greenwich Savings Bank. Будівля загальною площею 4800 м2 була побудована в 1924 році в неокласичному стилі.
У 2000-х Haier продовжує експансію на національні ринки. У 2002 році виробництво розміщене в Пакистані, в 2003 — в Йорданії.
Haier має заводи в п'яти африканських країнах: Туніс, Нігерія, Єгипет, Алжир і ПАР.
Компанія також придбала завод в Італії. Має дистрибуцію в більшості провідних європейських роздрібних мереж як під власним брендом, так і під брендом іноземних партнерів.
На 2008 рік Haier — другий після Whirlpool за величиною у світі виробник холодильників і найбільший на китайському ринку бренд техніки (згідно Euromonitor). Частка Haier у 2015 році на світовому ринку досягла 9,8 % (джерело — Euromonitor International Limited).
22 квітня 2016 року Haier запустив завод з виробництва холодильників у місті Набережні Челни.

## Маркетингова політика в спорті
З 2000-х років компанія розвиває партнерські відносини зі спортивними асоціаціями — з 2006 року Haier є стратегічним партнером Національної баскетбольної асоціації і гонок серії NASCAR.
Haier China був офіційним спонсором Олімпійських Ігор-2008, які пройшли в Пекіні.
У 2015 компанія стала офіційним партнером КХЛ сезону 8 2015/2016.

## Фінансові показники
На кінець 2008 р.:
- 17,6 % склала частка компанії в загальногалузевому товарообігу в Китаї, що відповідає $17,38 млрд
- 7,37 % від загальної суми галузевої прибутку в Китаї, або $205,9 млн, заробила Haier
- $4,5 млрд — оборот компанії за кордоном
- 1-2 % закордонного товарообігу припало на Росію

## Інші факти
- У перекладі з китайського Haier означає «море».
- На логотипі Haier часів спільного підприємства з Liebherr зображені азійський і європейський хлопчики.
- Коли робітникам потрібно було знищити холодильники, Чжан виголосив промову, за змістом схожу з булгаковським: «Свіжість буває тільки одна — перша, вона ж і остання». Чжан сказав: «Не існує A, B, C або D якості. Є тільки якість прийнятна, або неприйнятна»[9].
- Книга про шлях становлення бренду називається «The Haier Way: The Making of a Chinese Business Leader and a Global Brand» (автор — Jeannie Jinsheng)[10].
- У 2010 році Haier представив на виставці CES 2010 перший у світі повністю бездротовий LCD телевізор, заснований на дослідженнях хорватського професора Марина Солячича по бездротовій передачі енергії і бездротовому домашньому цифровому інтерфейсі (WHDI).[11]